# Prads-Haute-Bléone

Prads-Haute-Bléone este o comună în departamentul Alpes-de-Haute-Provence din sud-estul Franței. În 1 ianuarie 2022 avea o populație de 174 de locuitori.